# Acanthurus nubilus
Acanthurus nubilus is een  straalvinnige vissensoort uit de familie van doktersvissen (Acanthuridae). De wetenschappelijke naam van de soort is voor het eerst geldig gepubliceerd in 1929 door Fowler & Bean.